# Acianthera bicarinata
Acianthera bicarinata é  uma espécie de orquídea (Orchidaceae) descrita para o sudeste do Brasil. No Brasil, não há registros de coleta desta planta. Caso seja de fato brasileira, o mais provável é que seja o nome correto da Acianthera binotii, planta muito similar que existe na mesma região.

## Publicação e sinônimos
- Acianthera bicarinata (Lindl.) Pridgeon & M.W.Chase, Lindleyana 16: 242 (2001).

Sinônimos homotípicos:
- Pleurothallis bicarinata Lindl., Edwards's Bot. Reg. 25(Misc.): 14 (1839).
- Humboltia bicarinata (Lindl.) Kuntze, Revis. Gen. Pl. 2: 667 (1891).